# Frankfurt (Oder) kerület

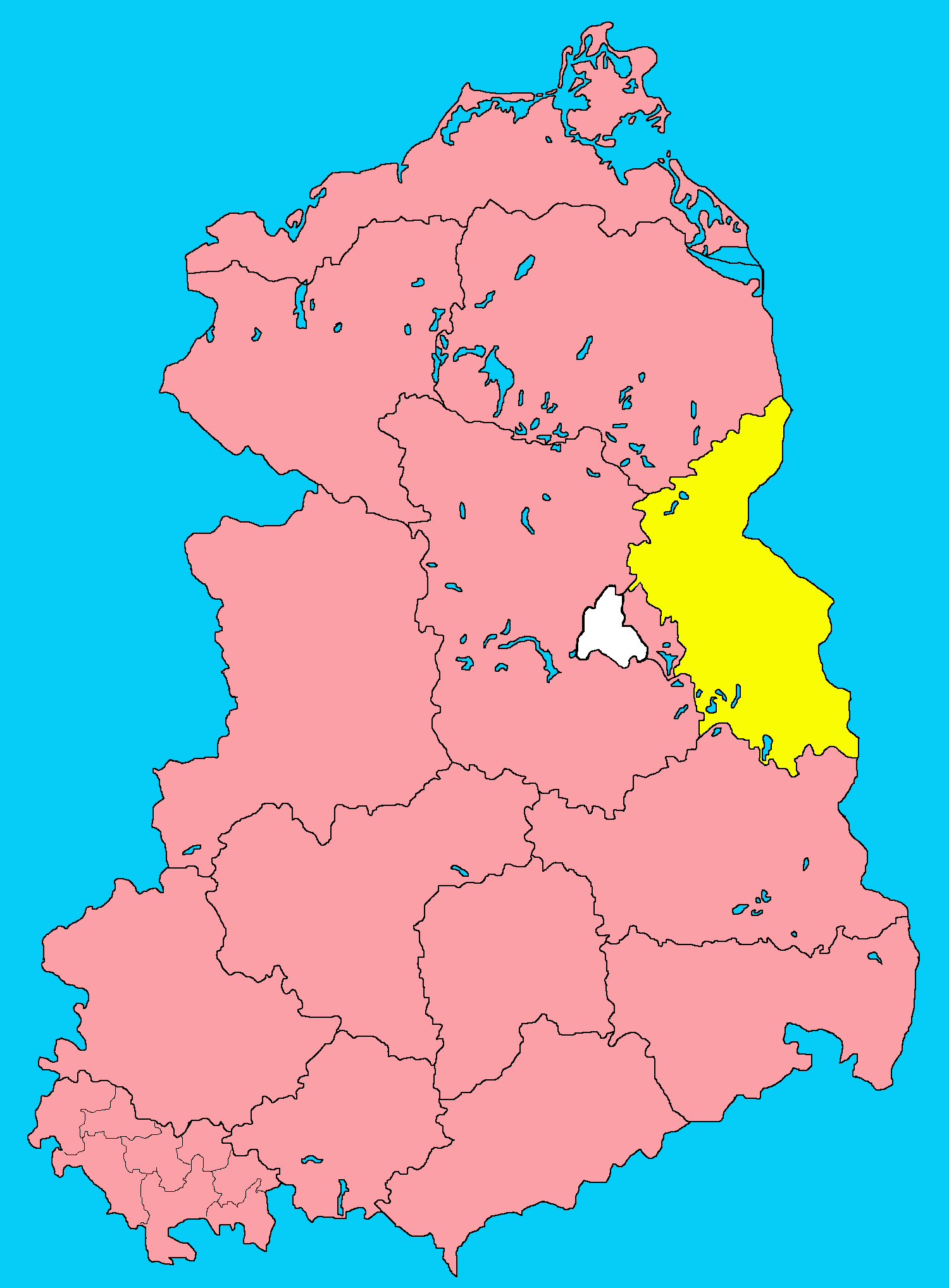
A Frankfurt (Oder) kerület

A Frankfurt (Oder) kerület, ném.: Bezirk Frankfurt (Oder) a Német Demokratikus Köztársaság egyik közigazgatási egysége volt, amelyet 1952-ben hoztak létre, a korábbi tartományok megszüntetése után, mint a 14 új kelet-német kerület egyike. A kerület 1990-ben szűnt meg, területe Brandenburg tartomány része lett.

## Általános adatok
| Közigazgatási központ: | Frankfurt an der Oder |
| Területe:              | 7186 km²              |
| Lakosság:              | 713 800 (1989)        |
| Rendszámtáblakód:      | E                     |

## Közigazgatási beosztása
A kerület a Frankfurt an der Oder, Eisenhüttenstadt (1953 és 1961 között Stalinstadt), és Schwedt an der Oder városi körzeteken kívül az alábbi körzeteket foglalta magába:
1. Angermünde körzet
2. Bad Freienwalde körzet
3. Beeskow körzet
4. Bernau körzet
5. Eberswalde körzet
6. Eisenhüttenstadt körzet (1961. november 13-ig Fürstenberg)
7. Fürstenwalde körzet
8. Seelow körzet
9. Strausberg körzet

## Fordítás
- Ez a szócikk részben vagy egészben  a   Bezirk Frankfurt (Oder) című német Wikipédia-szócikk ezen változatának fordításán alapul.  Az eredeti cikk szerkesztőit annak laptörténete sorolja fel. Ez a jelzés csupán a megfogalmazás eredetét és a szerzői jogokat jelzi, nem szolgál a cikkben szereplő információk forrásmegjelöléseként.